# Fire – Wenn Liebe Feuer fängt
Fire – Wenn Liebe Feuer fängt oder Fire - Wenn die Liebe Feuer fängt ist ein kanadischer Spielfilm von Deepa Mehta aus dem Jahr 1996.

## Handlung
Der Film spielt im Delhi des heutigen Indien. Sita lebt bei der Familie ihres Mannes Jatin. Mit im Haus leben Jatins Bruder Ashok, dessen Frau Radha, Sitas alte Schwiegermutter Biji und der Hausangestellte Mundu. Die Familie betreibt eine Garküche sowie einen Videoladen und gehört zur unteren Mittelschicht Delhis.
Doch das traditionelle Familienleben ist von Brüchen durchzogen. Sita ist von ihrer Ehe, die von ihren Eltern arrangiert wurde, frustriert und gelangweilt. Jatin ist ebenfalls unzufrieden mit der Ehe, denn er liebt seit langem eine andere Frau, die ihn aber nicht heiraten will. Daher vernachlässigt Jatin Sita und geht fremd. Auch Ashok ist unzufrieden mit seiner Ehe, da Radha keine Kinder bekommen kann. Ashok entschließt sich, ein Leben als Asket zu führen und keinen Sex mehr mit Radha zu haben.
Das gesamte Leben der Familie ist den strengen Traditionen des indischen Kastenwesens und Familienlebens unterworfen. Dies steht im Widerspruch zu den kulturellen Einflüssen der westlichen Gesellschaft mit ihrem Anspruch auf Individualität, die das traditionelle Leben Indiens insbesondere in den Städten umbrechen. Während für die beiden Ehemänner ein relativer Ausweg besteht, würde ein Ausbruch aus dieser Situation insbesondere für die Frauen gesellschaftliche Ausgrenzung und sozialen Abstieg bedeuten. Dennoch kommen sich Sita und Radha, die sich beide aus der Familie ausgegrenzt fühlen, gegen jede moralische Konvention näher und verlieben sich ineinander. Innerhalb der Familie werden sie heimlich ein Paar.
Doch irgendwann entdecken die beiden Männer, dass ihre Frauen ein Liebespaar sind. Im Sinn des hinduistischen Epos von Sita und Rama geht Radha durchs Feuer, um ihre Reinheit zu beweisen. Sie überlebt und beide Frauen verlassen die Familie, um ihr eigenes Leben in einer ungewissen Zukunft zu leben.

## Kritiken
Der Film wurde in der Kritik größtenteils positiv aufgenommen. Dirk Jasper schreibt in seinem Filmlexikon von „betörend schönen Bildern voller Poesie von schwelenden Sehnsüchten“ und im film-dienst 17/1997 heißt es:
Sensibles Melodram mit tragikomischen Elementen, das mit betörenden Bildern vom Konflikt indischer Frauen zwischen Tradition und Moderne, Pflichtbewusstsein und Selbstbehauptung erzählt und in der Umdeutung der mythologischen Feuerprobe eine geniale Metapher findet.
Dennoch bleiben auch negative Eindrücke nicht aus. So empfindet die Fernsehzeitschrift TV-Spielfilm in ihrer Ausgabe 17/1997 die Handlung als „nicht immer effektiv“ und Ernst Corinth ist bei allem Lob für den Film der Ansicht, dass Mehta auf ein hinfälliges Klischee zurückgreife, wenn von ihren Ehemännern vernachlässigte Ehefrauen lesbisch würden. Die indische Feministin Madhu Kiswar lehnte in einer Kritik den Film als „naiven Erguss einer sich selbst hassenden Inderin“ pauschal ab.